# Prayer (Disturbed)
Prayer è il primo singolo estratto da Believe, secondo album del gruppo musicale alternative metal statunitense Disturbed.

## Video musicale
Il videoclip di Prayer è stato diretto dai fratelli Strause nel tardo giugno del 2002 e pubblicato il mese successivo. Il cantante David Draiman, che ha scritto il Trattamento per il video, spiegò che esso è basato sulla storia di Giobbe dalla Bibbia. Per tutto il video, Draiman cammina lungo una strada verso un'enorme massa di luce fiammeggiante e passa davanti a varie scene di disperazione, come una prostituta, un senzatetto ed un prete che predica la fine del mondo. Mentre continua la camminata, gli altri membri della band hanno degli incidenti: Steve Kmak viene ricoperto dai detriti caduti da un'impalcatura instabile, Dan Donegan ha un incidente in auto e Mike Wengren viene investito da un'esplosione durante una costruzione. All'apice del video, Steve, Dan e Mike risorgono misteriosamente e insieme a Draiman sopravvivono ad un terremoto. Draiman ha spiegato, "È come Giobbe che viene messo in mezzo a prove e sofferenze e continua ad arrivare indenne e a raggiungere la sua redenzione.".
Al momento della pubblicazione, vari media si rifiutarono di mandare in onda il video musicale, citando le sue presunte somiglianze alle immagini degli attentati dell'11 settembre 2001. Originalmente i Disturbed pianificarono una modifica del video per la messa in onda, ma alla fine decisero di non farla. Draiman spiegò questa scelta dicendo "Se noi fossimo favorevoli alla modifica del video... allora sarebbe come se noi fossimo d'accordo sulla decisione che c'è qualcosa del video che è offensivo o provocatorio abbastanza che sia pericoloso per loro mandarlo in onda. Noi non siamo d'accordo.". Draiman successivamente criticò la decisione di togliere il video dalla messa in onda al posto di altri video, "Noi non abbiamo un personaggio nel nostro video che ritrae Osama bin Laden e corre e danza in giro, che è un fattore direttamente ricollegabile con l'11 settembre.".
Nel 2004 InterGen, un'organizzazione no profit cattolica, utilizzò il videoclip di Prayer per incoraggiare la gente a dialogare riguardo alla cultura e all'essere cristiani. «Guardate le immagini e pensate a ciò che significa per voi», disse il leader Brian Mitchell al pubblico composto da 30 adulti prima di mostrargli il video. «C'è un'intensità in ciò che dicono. Quanto c'è un tale livello d'intensità, ti domandi "Che cosa la sta guidando?"». Nel filmato «quest'uomo vuole avere una conversazione a proposito di fede e linguaggio. Noi non lo capiamo e troppo frequentemente, come Chiesa, noi non permettiamo che se ne parli. A noi non piacce il contesti culturale e non siamo a nostro agio con esso», disse Mitchell.

## Tracce

### CD 1
1. Prayer - 3:39
2. Fear (Live) - 3:50
3. Conflict (Live) - 4:40

Durata totale: 12:09

### CD 2
1. Prayer - 3:39
2. Droppin' Plates (Live) - 3:56
3. Shout 2000 (Live) - 4:47

Durata totale: 12:22

## Posizioni in classifica
| Anno | Classifica                | Posizione |
| ---- | ------------------------- | --------- |
| 2002 | US Mainstream Rock Tracks | 3         |
| 2002 | US Alternative Songs      | 3         |
| 2002 | US Hot 100                | 58        |
| 2002 | Canadian Singles          | 14        |

## Formazione
- David Draiman - voce
- Dan Donegan - chitarra
- Steve "Fuzz" Kmak - basso
- Mike Wengren - batteria

## Curiosità
- Prayer è una delle colonne sonore del film La maschera di cera.